# Clifford Charles Butler
Sir Clifford Charles Butler (* 20. Mai 1922 in Reading; † 30. Juni 1999 in Leicester) war ein britischer Experimentalphysiker, der sich mit Kern- und Elementarteilchenphysik befasste. 1947 entdeckte er mit George Rochester Seltsame Teilchen.
Butler, der Sohn eines Einzelhandelskaufmanns, studierte Physik an der University of Reading mit dem Bachelor-Abschluss 1942. Im Zweiten Weltkrieg war er als Physiker am Royal Berkshire Hospital und unterrichtete künftige Radar-Spezialisten. Daneben arbeitete er an seiner Dissertation über Elektronenbeugung in Kristallen, die 1946 in Reading bei Tom Rymer (und J. A. Crowther) erfolgte. Er wurde 1945 Assistant Lecturer und 1947 Lecturer an der Universität Manchester, wo er in der Abteilung von Patrick Blackett war. Hier begann seine Zusammenarbeit mit George Rochester, die zur Entdeckung neuartiger schwerer instabiler, aber für subatomare Verhältnisse relativ langlebiger Teilchen führte, damals V-Teilchen genannt und heute als verschiedene Formen (Baryonen und Mesonen) von Teilchen mit Strange-Quarks verstanden. Zuerst fanden Rochester und Butler die Meson-Form (Kaon), dann auch eine Baryon-Form (Hyperon). 1953 ging er mit Blackett an das Imperial College London, an dem er 1957 Professor und Gruppenleiter für Hochenergie-Kernphysik wurde. Er baute dort mit seinem Techniker Derek Miller die erste Wasserstoff-Blasenkammer in Europa. Daraus wurde die National Hydrogen Bubble Chamber, die am Rutherford Appleton Laboratory und am CERN betrieben wurde. Ab 1964 leitete er die Track-Chamber-Gruppe (Weiterentwicklungen der Blasenkammer) am CERN in Nachfolge von Bernard Gregory. 1963 war er Leiter der Physik-Fakultät, die er zu einer der größten des Landes machte, und 1966 bis 1969 war er Dekan des Royal College of Science am Imperial College. In den 1960er Jahren wandte er sich Verwaltungspositionen im Bildungswesen und der Bildungspolitik zu. Er war im Planungskomitee der University of Kent, im Schools Council und im University Grants Committee. 1970 gab er seine Physik-Professur auf und wurde Direktor der Nuffield Foundation, mit der er unter anderem die Gründung der Open University unterstützte, in deren Rat er 1971 bis 1995 war (ab 1986 als Vice Chairman). Zuletzt war er 1975 bis zur Emeritierung 1985 Vizekanzler der Loughborough University.
1961 wurde er Fellow der Royal Society und 1983 für Verdienste um das Bildungswesen geadelt. 1963 bis 1972 war er Generalsekretär, 1972 bis 1975 Vizepräsident und 1975 bis 1978 war er Präsident der IUPAP.
Er war seit 1947 mit Kathleen Betty Collins verheiratet (die mit ihm Physik studiert hatte) und hatte zwei Töchter.